# 宮殿広場

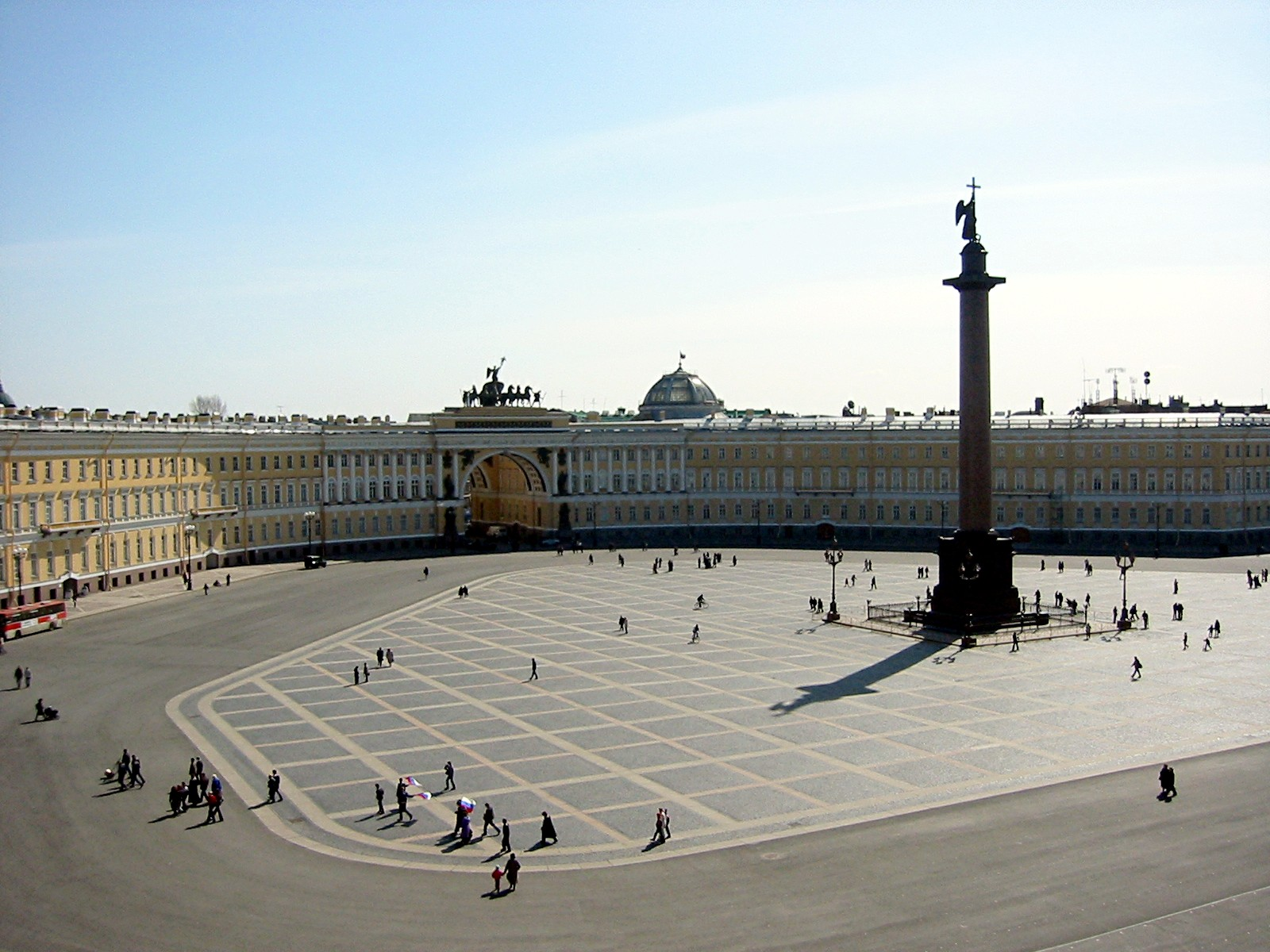
宮殿広場に面して冬宮殿があり、広場の真ん中には「アレクサンドルの円柱」が立っている。

宮殿広場 (きゅうでんひろば、ロシア語: Дворцовая площадь＝ドゥヴァルツォーヴァヤ・プローシャチ、英語: Palace Square）はロシア・サンクトペテルブルクの冬宮殿（エルミタージュ博物館）の前にある広場で、この都市の中央広場であると同時に血の日曜日事件（1905年）、十月革命（1917年）、スターリン哀悼大集会（1953年）などの歴史的事件がここで起こっている。ここから北西方向へネヴァ川のかかる宮殿橋を通してヴァシリエフスキー島へ通じ、ネフスキー大通りもここから南東方向へスタートしている。
広場の北西側に冬宮殿が1762年に完成して、反対側の南東側にはロシア帝国軍参謀本部ビルが1827年にでき、広場の中心にナポレオン戦争の勝利を記念した「アレクサンドルの円柱」（アレクサンドル1世を記念）が1834年に完成して、帝政ロシアを代表する広場になり、モスクワの赤の広場と並び称される。 